# Wijster
Wijster est un village situé dans la commune néerlandaise de Midden-Drenthe, dans la province de Drenthe. En 2009, le village comptait environ 1 000 habitants.